# Estação Huipulco
A Estação Huipulco é uma das estações do VLT da Cidade do México, situada na Cidade do México, entre a Estação Estadio Azteca e a Estação Xomali. Administrada pelo Servicio de Transportes Eléctricos de la Ciudad de México (STECDMX), faz parte da Linha 1.
Foi inaugurada em novembro de 1993. Localiza-se no cruzamento da Estrada Acueducto com a Rua San Juan Bosco e a Rua San Juan de Dios. Atende o bairro San Lorenzo Huipulco, situado na demarcação territorial de Tlalpan.